# سد پاپ
سد پاپ یا پاپ غمگین زیرشاخه ای از موسیقی پاپ است. لانا دل ری، رابین، تیت مک ری، اینگراتاکس، پرامور، لیزی مک آلپاین، و کیسی ماسگریوز، لرد. ، هالزی، بیلی آیلیش، کانن گری، کلیرو، و بنیاز جمله هنرمندان شناخته شده در این سبک هستند. 